# Harry Hess
Harry Hammond Hess (ur. 24 maja 1906 w Nowym Jorku, zm. 25 sierpnia 1969 w Woods Hole) – amerykański geolog i wojskowy, profesor geologii na Uniwersytecie w Princeton.

## Życiorys
Najbardziej znany jest z badań nad ekspansją dna oceanicznego, zwłaszcza opisania powiązań między łukami wysp, anomaliami grawitacyjnymi dna morskiego i zserpentynityzowanymi perydotytami, co doprowadziło go do wniosków dotyczących roli konwekcji w płaszczu Ziemi. Jest to jedna z podstaw teoretycznych tektoniki płyt.
Hess wstąpił do United States Navy podczas II wojny światowej. W stopniu komandora dowodził szturmowym okrętem desantowym USS „Cape Johnson”, wyposażonym w sonar, który wykorzystywał także do badania ukształtowania dna morskiego. Po wojnie pozostawał w rezerwie (United States Navy Reserve), otrzymując awans na stopień kontradmirała.